# بیکر (نوادا)
بیکر (به انگلیسی: Baker) یک منطقهٔ مسکونی در ایالات متحده آمریکا است که در شهرستان وایت‌پاین، نوادا واقع شده‌است. بیکر ۲٫۳ کیلومتر مربع مساحت و ۶۸ نفر جمعیت دارد و ۱٬۶۲۰٫۰۳ متر بالاتر از سطح دریا واقع شده‌است.